# Phorinia spinulosa
Phorinia spinulosa là một loài ruồi trong họ Tachinidae.